# عفاس الهرشاني
عفاس مفرح الهرشاني، من مواليد 5 أغسطس 1984، لاعب كرة قدم كويتي.
بدأ مسيرته الكروية مع نادي الكويت، وفي موسم 2005/2006 أعير إلى نادي النصر الكويتي.ليعود إلى نادي الكويت لينتقل بعدها بشكل نهائي إلى نادي الصليبخات
 بطولاته
كأس الخرافي مع نادي الكويت 
دوري الدرجة الأولى 2009-2008 مع نادي الصليبخات
 البطاقة الشخصية
الاسم :عفاس مفرح الهرشاني
المواليد: 5 أغسطس 1984
النادي: نادي الصليبخات
الانديه التي لعب لها:الكويت، النصر
أشهر اهدافه :هدفه الصاروخي في مرمى نواف الخالدي في سنه 2004
 المراجع 
http://www.q8football.net/vb